# ECW World Television Championship
O ECW World Television Championship era o título secundário da empresa estadunidense de wrestling profissional Extreme Championship Wrestling desde 1992 até quando a empresa faliu, em 2001. O título esteve perto do nível de World Title Status, juntamente com o ECW World Heavyweight Championship, quando Rob Van Dam o deteve e por sua qualidade nos combates. Rob Van Dam teve o maior reinado enquanto campeão durando o reinado, com 23 meses. Este iria acabar com uma lesão. O seu reinado tinha-o posto na zona do título mundial da ECW, quando a lesão aconteceu. O último campeão foi Rhino, quando a companhia faliu. Rhino admite que o título foi roubado.
A WWE ressuscitou a ECW como uma das suas companhias, e apesar de não ter reactivado o título, no site oficial o título foi chamado ECW Television Championship.

## Curiosidades
- 3 ECW Television Champions ganharam o WWE Championship: Eddie Guerrero, Rob Van Dam e Chris Jericho.
- 5 lutadores da ECW ganharam todos os títulos da companhia: Johnny Hotbody, Sabu, Mikey Whipwreck, Taz e Rob Van Dam.
- O único lutador a ter ganho o título da WCW e ECW Television Championship foi Chris Jericho.